# Lion gardien chinois

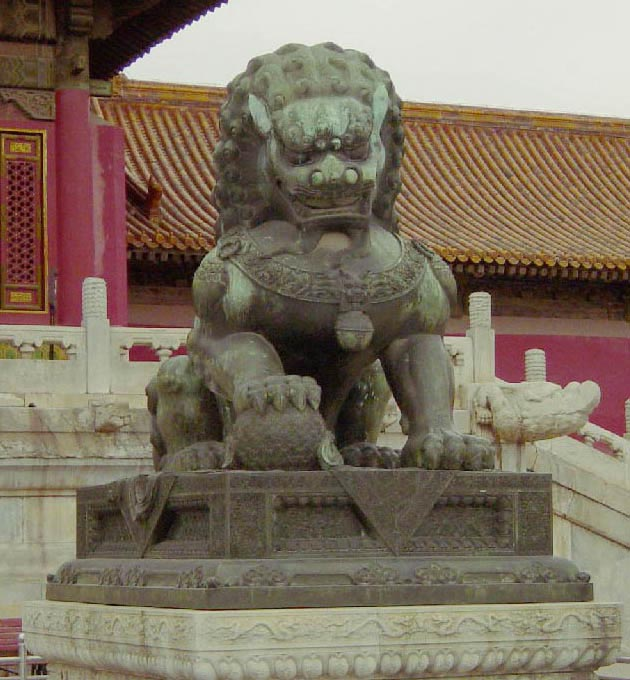
Lion gardien impérial dans la Cité interdite datant de la dynastie Ming.

Les lions gardiens ou lions gardiens impériaux chinois, traditionnellement appelés en chinois simplement shi (chinois : 獅 ; pinyin : shī ; litt. « lion »), et souvent appelés « lions de Fo » ou « chiens de Fo » en Occident, sont une représentation commune du lion dans la Chine impériale.

## Description
Les statues des lions gardiens se situent traditionnellement devant les palais impériaux chinois, les tombes impériales, les bâtiments administratifs, les temples, les résidences des officiels et des classes aisées depuis la dynastie Han (206 av. J.-C. - 220 apr. J.-C.). On croyait qu'ils étaient dotés de pouvoirs protecteurs. Ils apparaissent aussi dans d'autres contextes artistiques, par exemple sur des heurtoirs et en poterie. Les paires de statues de lions gardiens sont encore aujourd'hui des éléments décoratifs et symboliques courants à l'entrée de restaurants, hôtels, supermarchés et autres structures, l'un étant assis de chaque côté de l'entrée, en Chine et en d'autres endroits du monde où des Chinois ont immigré et se sont établis, en particulier dans des quartiers asiatiques locaux.
Les lions sont habituellement représentés par couple, le mâle reposant sa patte sur une boule décorée (qui, dans un contexte impérial, représente la suprématie sur le monde) et d'une femelle retenant un petit lion (représentant l'éducation).

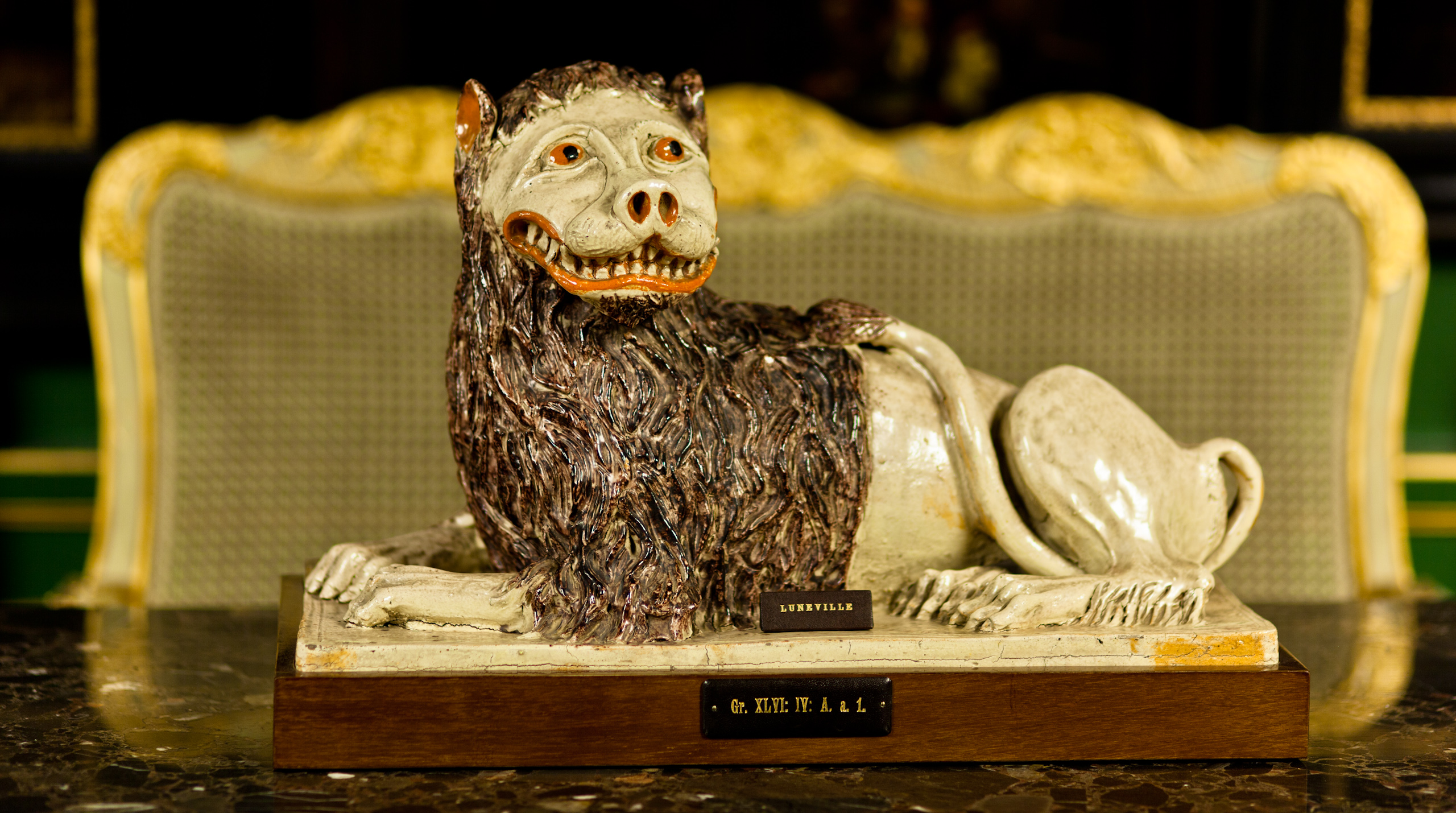
Chien de Fô en faïence de Lunéville (musée de Hallwyl à Stockholm) vers 1760.
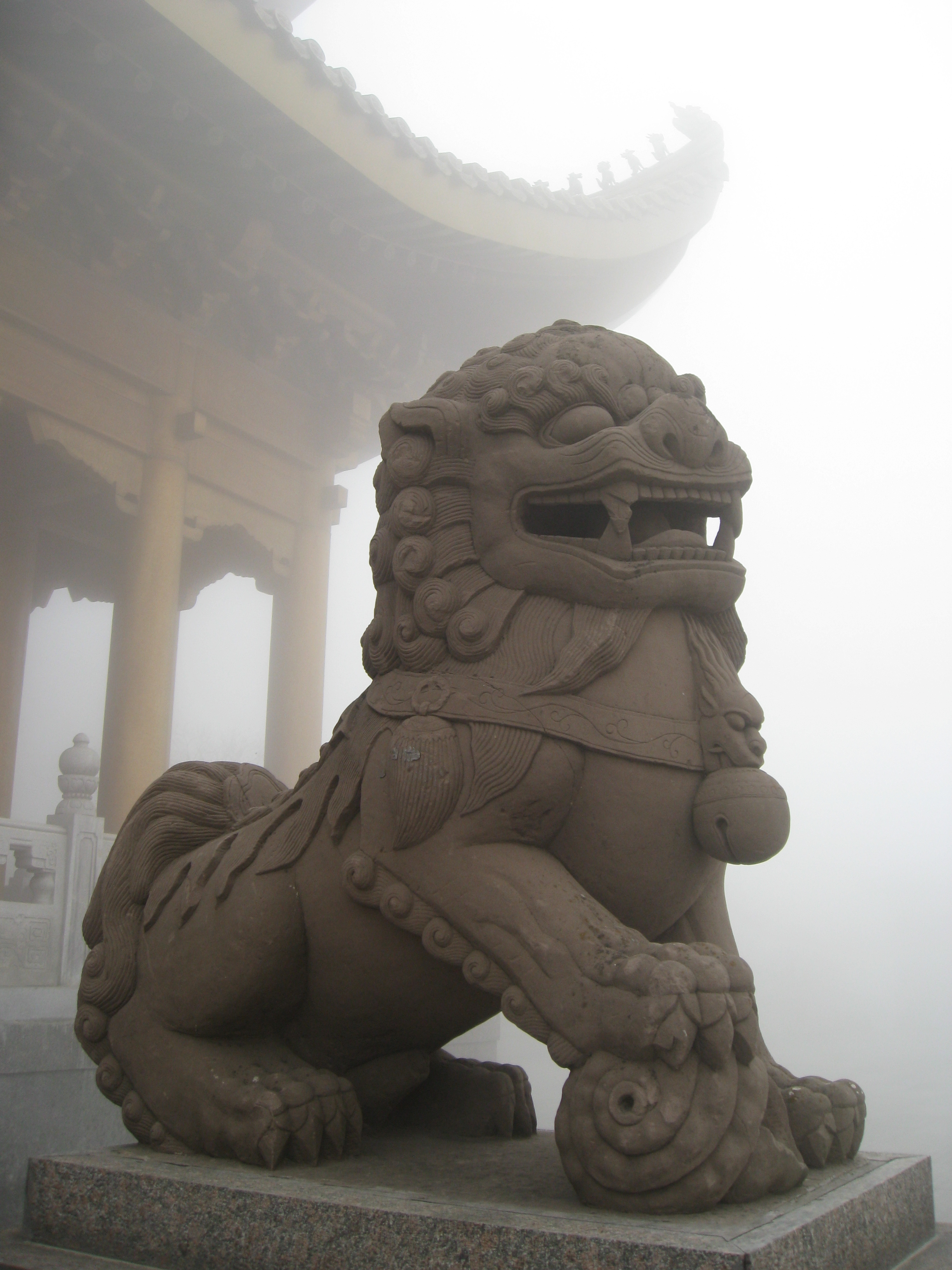
Lion gardien regardant vers le mont Emei, Chine.
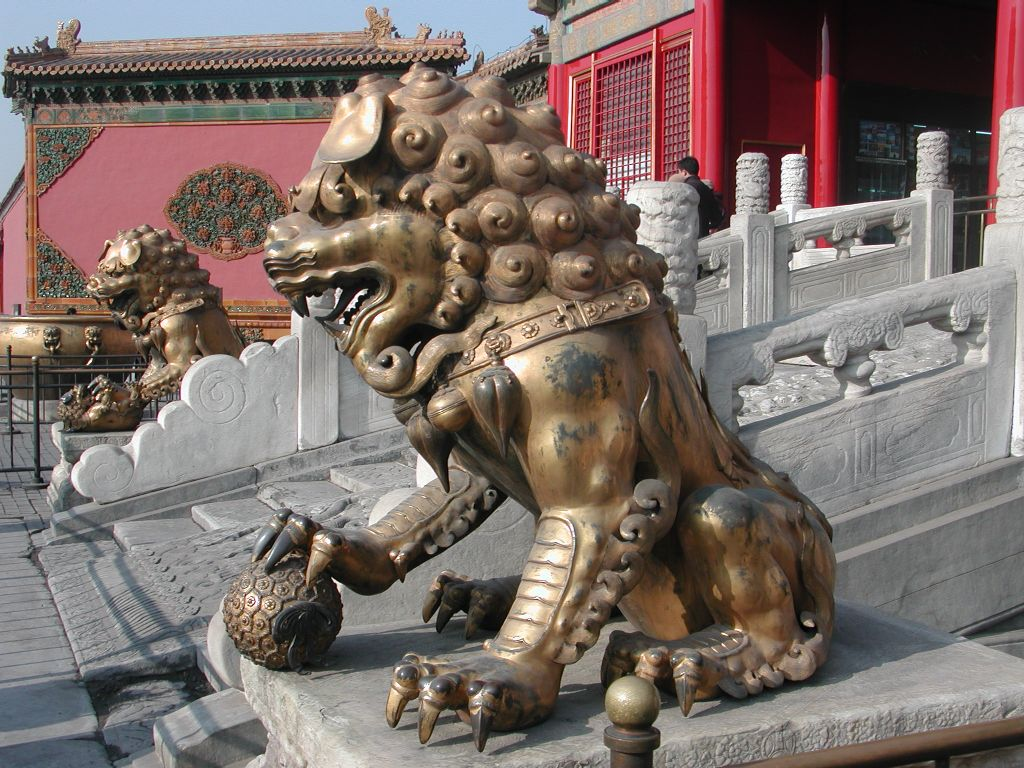
Couple de lions gardiens impériaux dans la Cité interdite datant de la dynastie Qing.
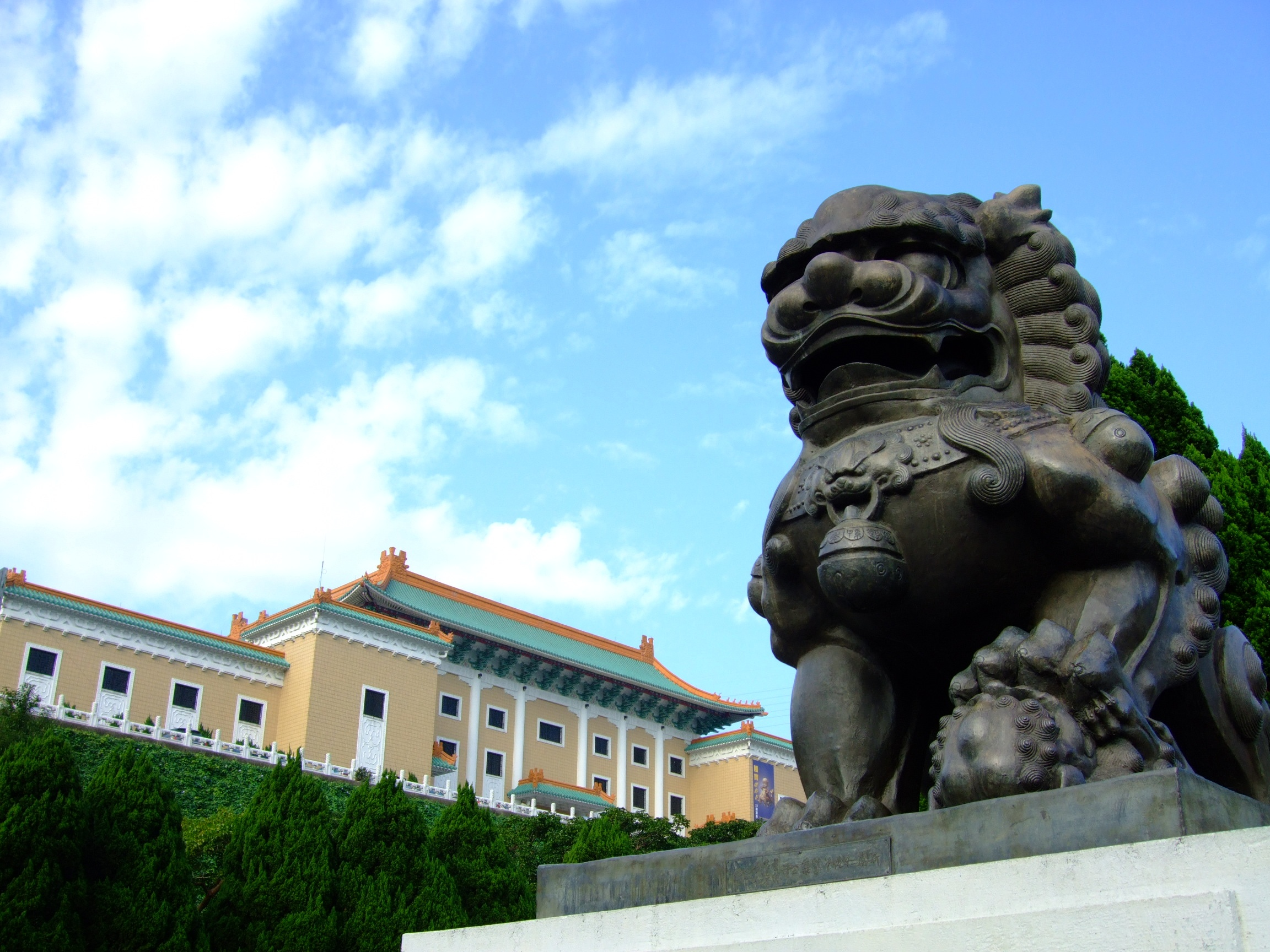
Lion gardien au musée national du Palais à Taipei.
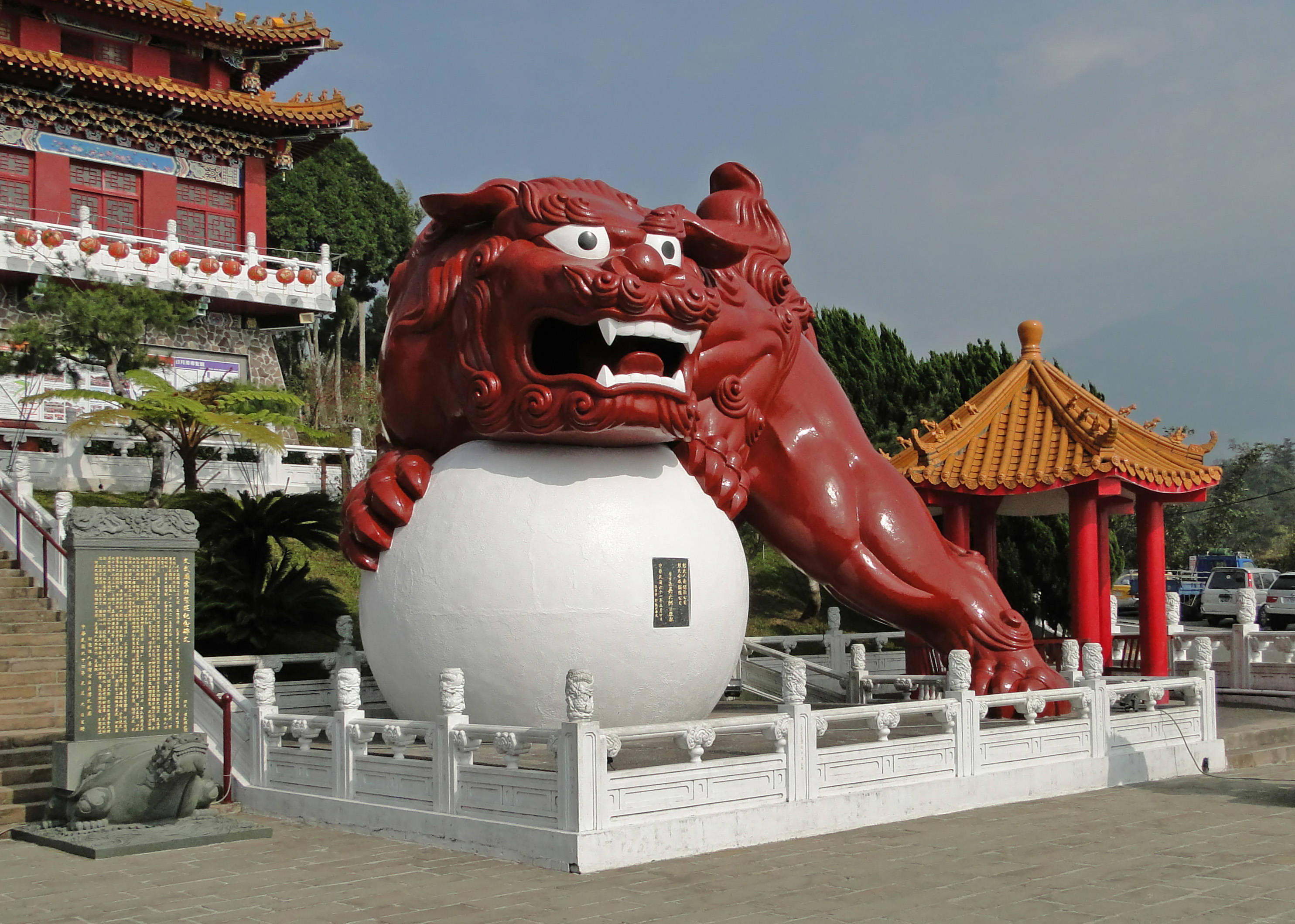
Lion gardien du temple Wen Wu, Taiwan.
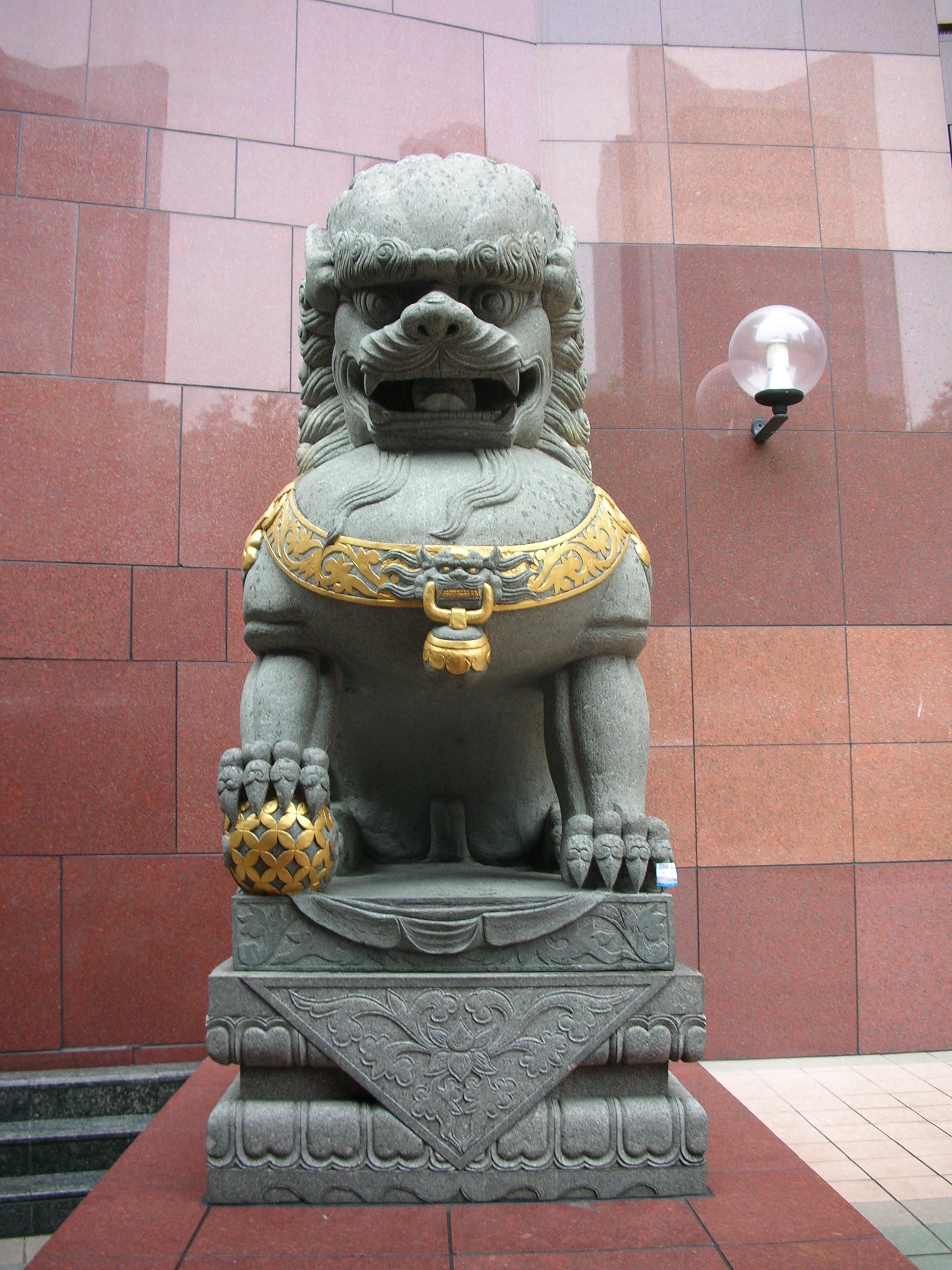
Lion gardien impérial à l'extérieur du centre commercial Ngee Ann City à Singapour.

## Aspect

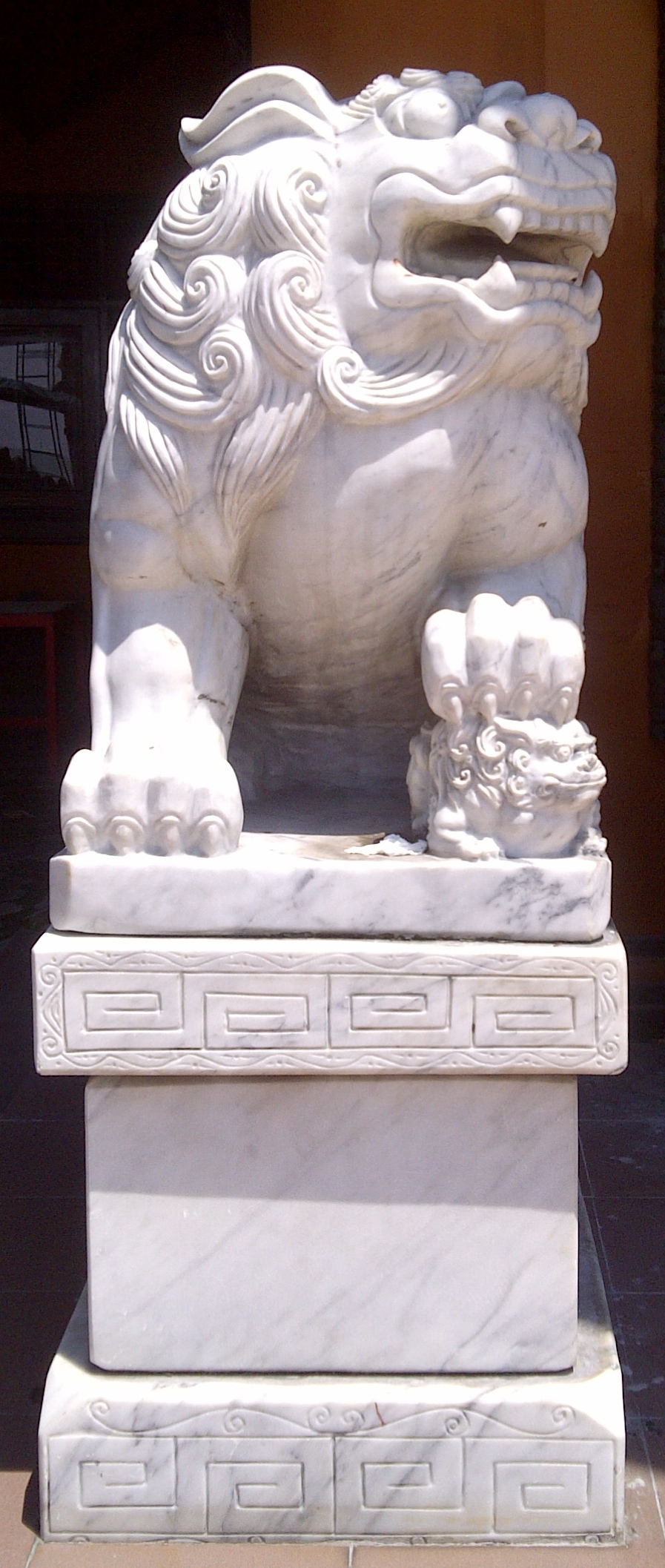
Femelle, temple Sanggar Agung, Surabaya, Indonésie

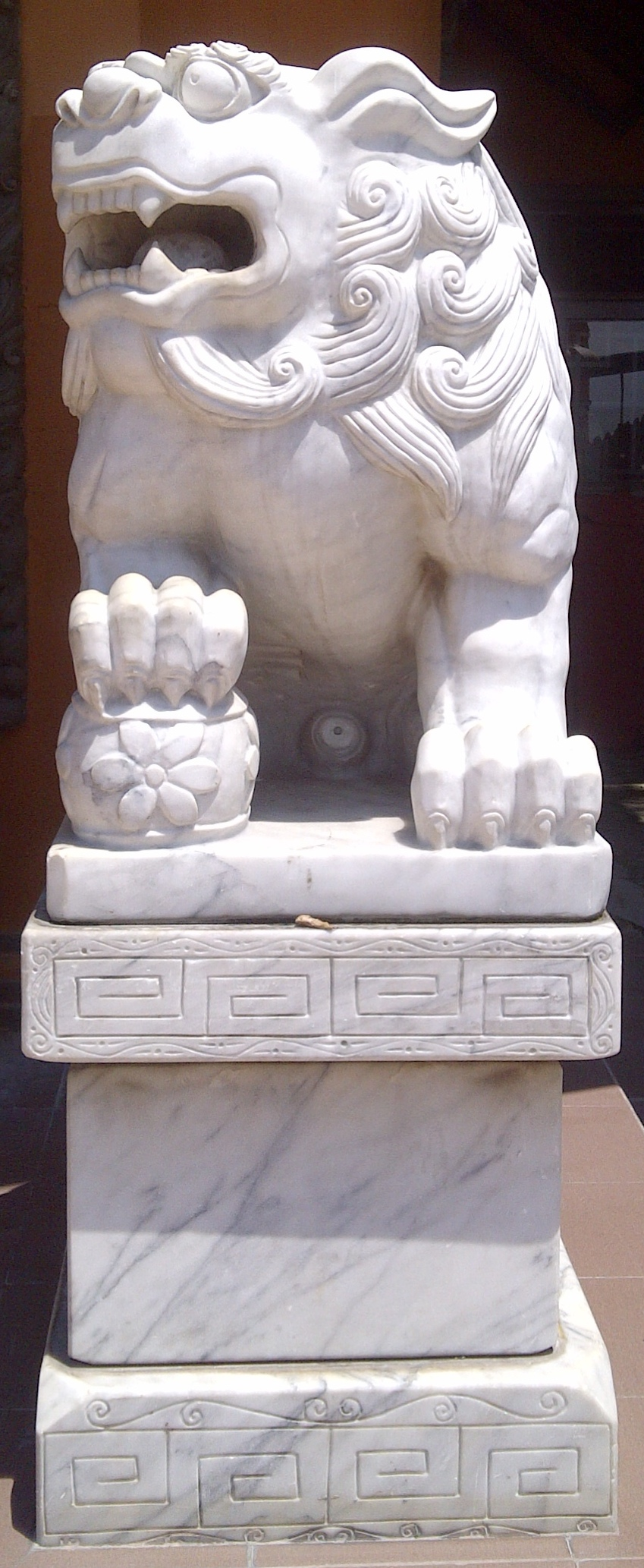
Mâle, temple Sanggar Agung, Surabaya, Indonésie

Les lions sont traditionnellement taillés en pierre décorative, comme le marbre et le granit, ou coulés en bronze ou en fer. En raison du coût élevé de ces matériaux et du travail nécessaire pour les réaliser, l'usage privé des lions gardiens était traditionnellement réservé aux familles aisées ou à l'élite. En effet, placer des lions gardiens devant la maison familiale était un symbole traditionnel de la richesse de la famille ou du statut social. Cependant, dans les temps modernes[Quand ?], des lions moins chers, produits en série en béton et en résine, sont devenus disponibles et leur usage n'est par conséquent plus réservé à l'élite.
Les lions sont toujours représentés en couple, une manifestation du yin (la femelle) et du yang (le mâle). Le mâle a sa patte avant droite sur une boule décorée appelée xiù qiú (绣球), qui est parfois taillée avec un motif géométrique ressemblant à la figure appelée « Fleur de Vie » dans le mouvement New Age. La femelle est presque identique, mais elle a un petit sous la patte la plus proche du mâle (la gauche), qui représente le cycle de la vie. Symboliquement, la femelle protège ceux qui résident à l'intérieur, tandis que le mâle protège la structure. La femelle a parfois la gueule fermée et le mâle ouverte. Ceci symbolise l'énonciation du mot sacré Om. Cependant, des adaptations japonaises affirment que le mâle inspire, ce qui représente la vie, alors que la femelle expire, ce qui représente la mort. Dans d'autres styles les deux lions ont chacun une grande perle dans leur gueule partiellement ouverte. La perle est taillée de sorte qu'elle puisse rouler dans la gueule du lion mais elle est suffisamment grande pour qu'elle ne puisse jamais être retirée.
Selon le feng shui, il est important de placer correctement les lions pour s'assurer de leur effet bénéfique. Lorsque l'on regarde vers l'extérieur depuis l'entrée d'un bâtiment à garder, c'est-à-dire lorsque l'on regarde dans la même direction que les lions, le mâle est placé à gauche et la femelle à droite.
Contrairement au lion traditionnel occidental qui est une représentation réaliste de l'animal, le lion chinois figure de façon stylisée l'émotion de l'animal. Les griffes, les dents et les yeux du lion chinois représentent le pouvoir. Les muscles sont très peu visibles ou absents.

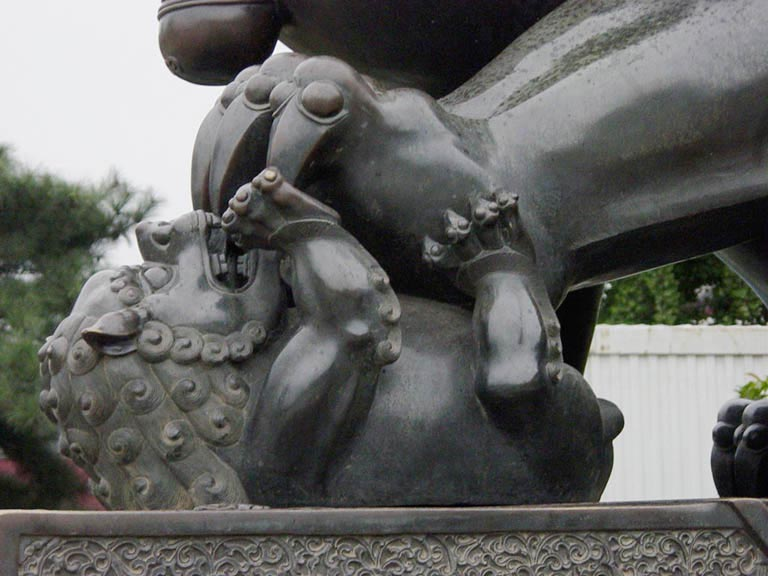
Détail d'un petit, palais d'Été à Pékin
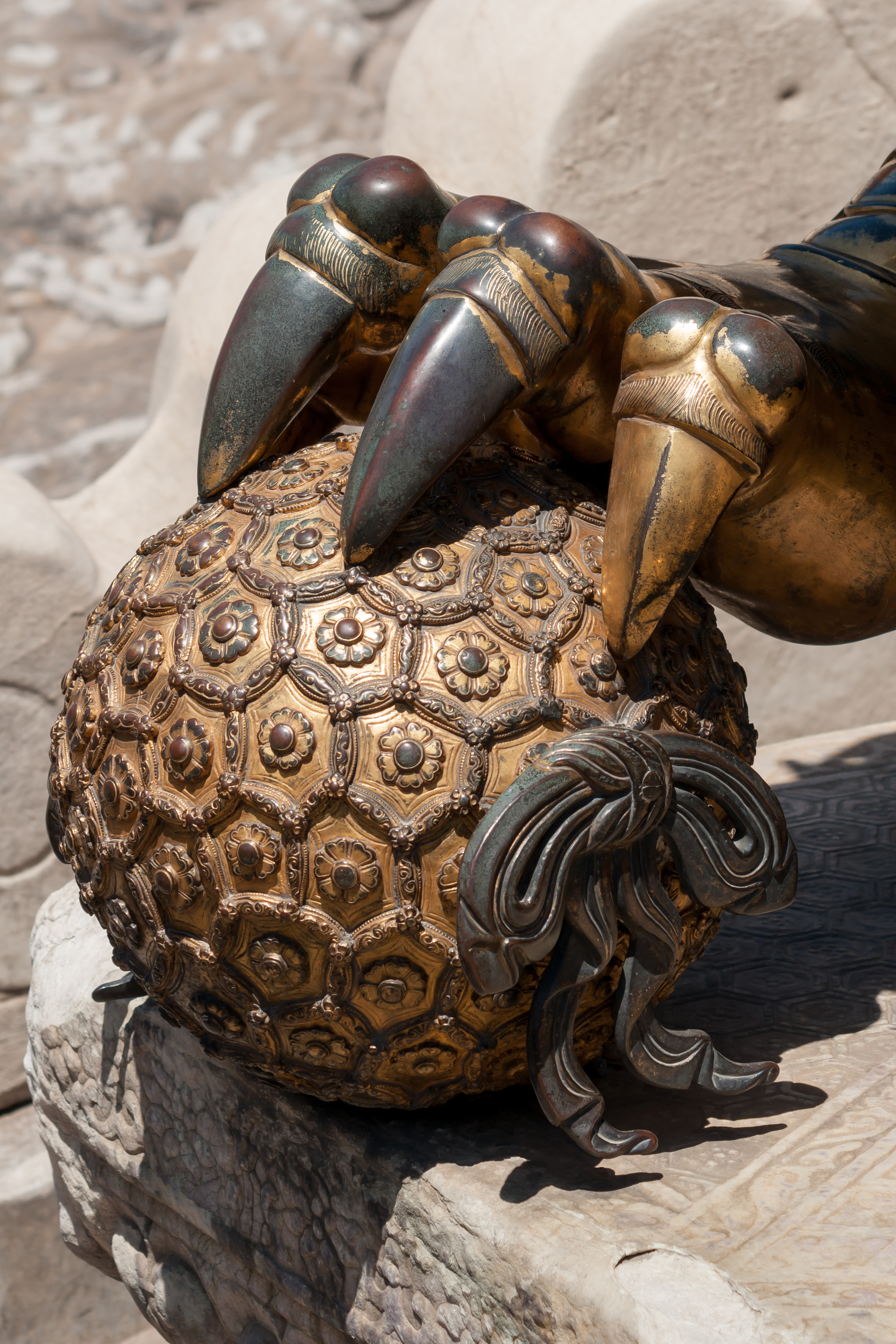
Détail d'une boule décorée, Cité interdite

## Étymologie
Les lions gardiens ont différentes appellations selon les langues et le contexte. En chinois ils sont traditionnellement appelés simplement shi (chinois : 獅 ; pinyin : shī), ce qui signifie « lion », et on pense que le mot shi lui-même est dérivé du mot persan šer. Les lions ont d'abord été présentés à la cour des Han par des émissaires d'Asie centrale et de Perse, et au VIe siècle ils étaient déjà couramment représentés comme gardiens.
Aujourd'hui un lion gardien est communément appelé « lion de pierre » (chinois : 石獅 ; pinyin : shíshī) ou « lion de bronze » (chinois : 銅獅 ; pinyin : tóngshī) selon la matière constituant la sculpture, ou, moins couramment, « lion propice » (chinois : 瑞獅 ; pinyin : ruìshī) pour porter chance en faisant référence au lion des neiges tibétain, « lion de fortune » (chinois : 福獅 ; pinyin : fúshī) pour porter chance[réf. nécessaire], ou « lion de Bouddha » ou « lion bouddhique » (chinois : 佛獅 ; pinyin : fóshī) dans un contexte religieux pour faire référence au lion comme protecteur de Bouddha[réf. nécessaire].
On trouve les lions gardiens dans d'autres cultures asiatiques. Au Japon, ils sont connus sous le nom de komainu (狛犬, littéralement : « chiens de Corée ») en raison de leur introduction au Japon depuis la Chine par l'intermédiaire de la Corée. À Okinawa, des lions semblables constituent des statuettes appelées shisa. En Birmanie, les lions gardiens sont appelés chinthe et ils ont donné leur nom aux Chindits, des soldats de l'armée britannique durant la Deuxième Guerre mondiale. Au Tibet, ils sont connus comme lions des neiges.
Dans plusieurs langues occidentales, les lions gardiens sont souvent appelés par différents noms comme « chiens de Fu », « chiens de Foo », « lions de Fu », « lions de Fo » et « lions-chiens ». Les termes « Fo » et « Fu » sont peut-être des translittérations des mots 佛 (pinyin : fó) et 福 (pinyin : fú) qui signifient respectivement « Bouddha » et « prospérité » en chinois. Cependant, en chinois les expressions pour désigner les lions gardiens comportent rarement les termes 佛 ou 福 et ils ne sont pratiquement jamais appelés « chiens ».
Le fait que les lions gardiens soient appelés « chiens » dans les cultures occidentales est peut-être dû à l'appellation japonaise « chiens coréens » (komainu) ou à une interprétation erronée des lions gardiens comme représentant des races de chien comme le chow-chow (chinois : 鬆獅犬 ; pinyin : sōngshī quǎn ; litt. « lion-chien boursoufflé[pas clair] ») ou le shih tzu (chinois : 獅子狗 ; pinyin : shīzi gǒu ; litt. « lion-chien »).

## Histoire

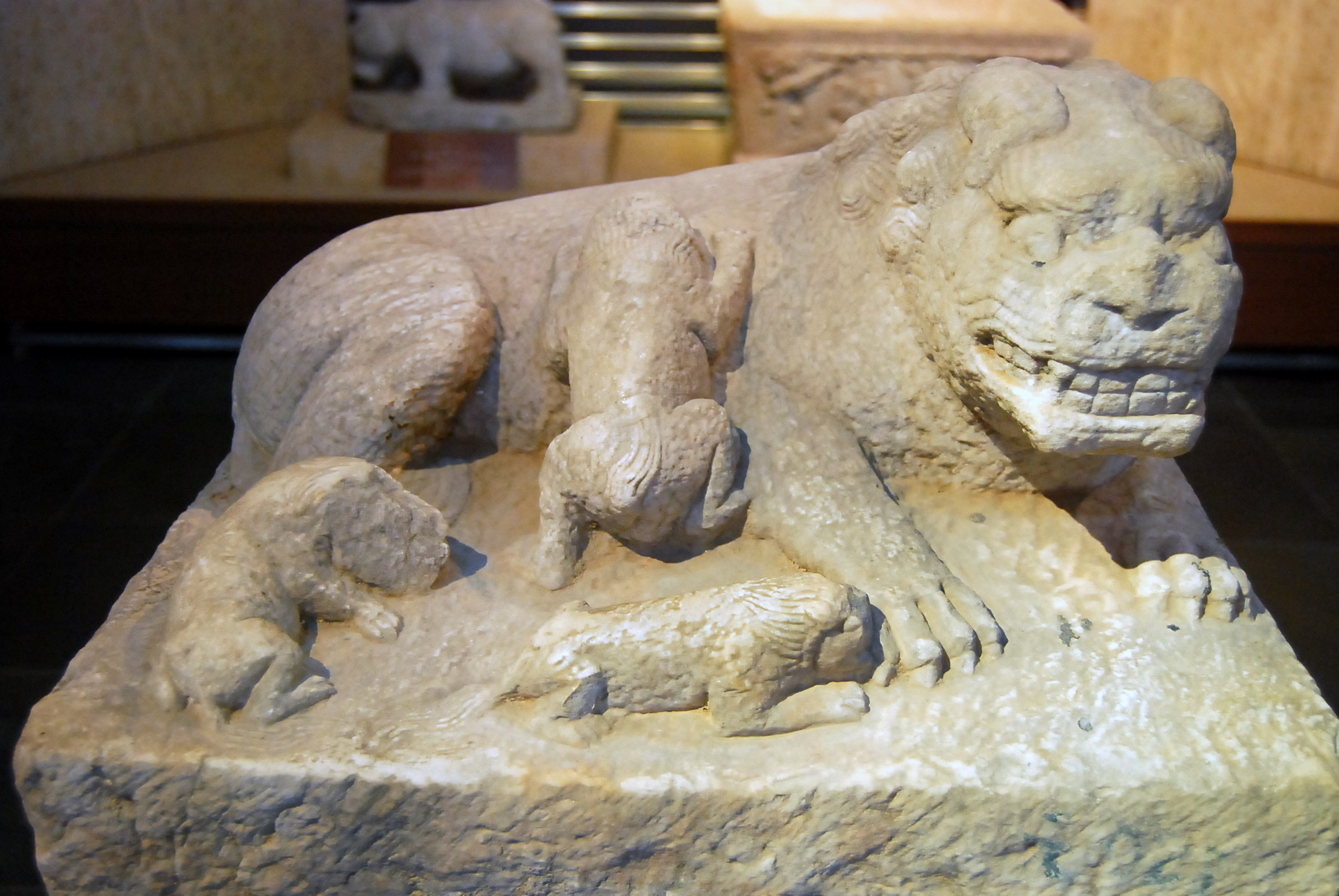
Lionne et petits, dynastie Yuan, découverts à l'intérieur des remparts de Pékin

Les lions asiatiques furent autrefois assez communs en Asie centrale et du Sud-Est et on pense que ce sont eux qui sont représentés par les lions gardiens dans la culture chinoise. Avec le commerce en augmentation sous la dynastie Han et les échanges  culturels à travers la route de la soie, les lions ont été introduits en Chine depuis les anciens États d'Asie centrale par les peuples de Sogdiane, de Samarcande et les Yuezhi sous forme de peaux et de tributs vivants, avec des histoires à leur sujet de la part de prêtres bouddhistes et de voyageurs de l'époque. On perçoit cet échange dans le mot chinois désignant « lion », shi (師, plus tard 獅 ou 狮), qui a les mêmes racines étymologiques que shiar (شیر), le nom persan de l'animal.
Le Livre des Han postérieurs (後漢書), écrit entre 25 et 220 ap. J.-C., mentionne à plusieurs reprises des lions comme tributs impériaux provenant d'Asie centrale. Par exemple, au cours du onzième mois lunaire de l'année 87 ap. J.-C., « un envoyé de Parthie offrit en tribut un lion et une autruche » à la cour des Han. Le lion était en effet associé par les Han chinois à des créatures antérieures vénérées par les Chinois anciens ; le moine Huilin (慧琳) en particulier affirma que « le suanni (狻猊) mythique est en fait le lion, venant des régions occidentales » (狻猊即狮子也，出西域).
La version bouddhiste du lion a été introduite à l'origine dans la Chine des Han comme protecteur du dharma et on a trouvé ces lions dans l'art religieux dès l'année 208 av. J.-C. Ils furent incorporés progressivement comme gardiens du dharma chinois impérial. Les lions étaient des bêtes assez majestueuses pour garder les portes de l'empereur et furent utilisés à cet effet depuis lors. Il y a divers styles de lions gardiens reflétant les influences de différentes époques, dynasties impériales et régions de Chine. Ces différences se trouvent dans le détail artistique et la parure ainsi que dans l'attitude des lions, de la férocité à la sérénité.
Bien que la forme des lions gardiens chinois fut à l'origine assez variée, l'apparence, la pose et les accessoires des lions se normalisa plus tard. La représentation fut formalisée sous les dynasties Ming et Qing qui leur ont donné plus ou moins leur forme actuelle.

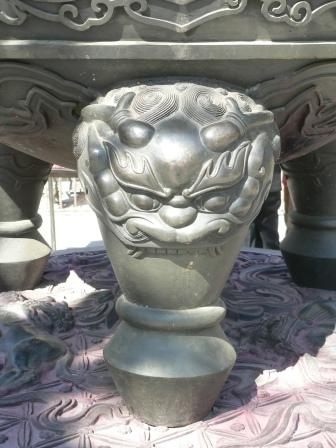
Suanni représenté sur le pied d'un brûleur d'encens
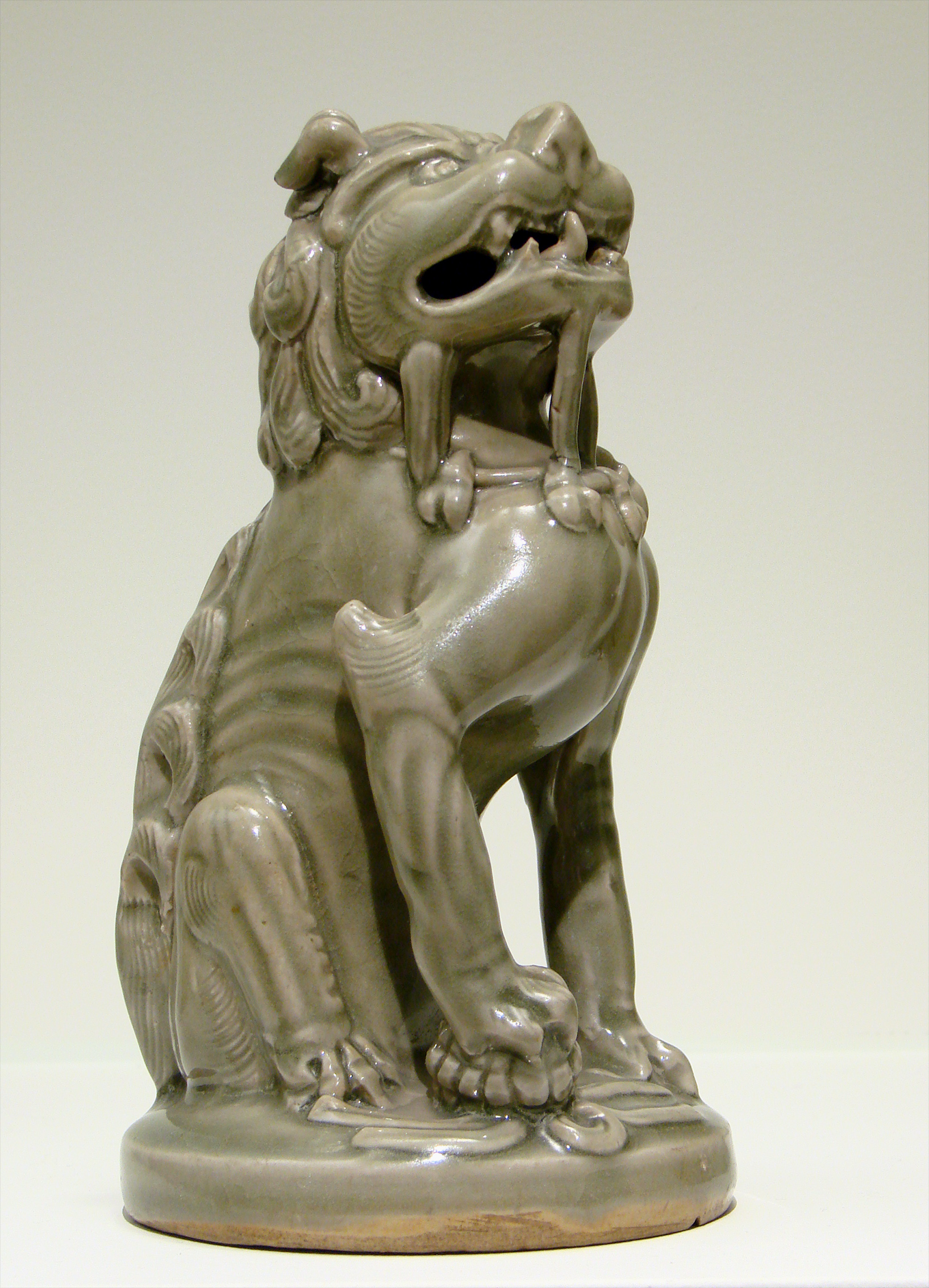
Statue de lion assis en céladon, XIe - XIIe siècle, dynastie Song
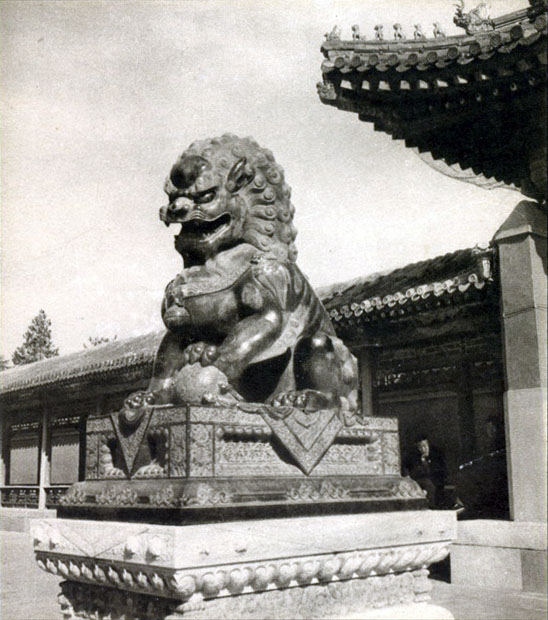
Lion gardien dans le vieux Pékin